# یه حبه قند
یه حبه قند فیلمی ایرانی به کارگردانی و تهیه‌کنندگی رضا میرکریمی و نویسندگی محمدرضا گوهری است که در سال ۱۳۸۹ به نمایش درآمد. از بازیگران این فیلم رضا کیانیان، نگار جواهریان، سعید پورصمیمی، پریوش نظریه، فرهاد اصلانی، اصغر همت، هدایت هاشمی، شمسی فضل‌اللهی، ریما رامین‌فر، نگار عابدی، امیرحسین آرمان و پونه عبدالکریم زاده هستند.
محل فیلم‌برداری  یه حبه قند در منطقه شهران در شمال غرب تهران و میبد استان یزد بوده‌است. یه حبه قند اولین فیلم ایرانی بود که به‌صورت سوپر ۱۶ میلی‌متری فیلم‌برداری شد. آگهی‌های تلویزیونی این فیلم را مجید مجیدی و پیش پردهٔ سینمایی فیلم را رخشان بنی اعتماد ساختند. طراحی اعلان فیلم نیز اثر عباس کیارستمی است. این فیلم در بهمن ۱۳۸۹ در بیست و نهمین دوره جشنواره بین‌المللی فیلم فجر به نمایش درآمد و در آن‌جا نامزد دریافت چهار جایزه از جمله بهترین بازیگر نقش مکمل زن برای ریما رامین‌فر شد. این فیلم نمایندهٔ ایران برای بخش بهترین فیلم خارجی‌زبان در هشتاد و پنجمین دوره جوایز اسکار بود اما برای نامزدی این جایزه انتخاب نشد.

## خلاصه داستان
سکوت خانه باغ قدیمی با ورود چهار خواهر و خانواده‌هایشان می‌شکند. آنها برای ازدواج خواهر کوچکشان پسندیده، با پسر یکی از خان‌های آنجا که در کربلاست، به خانهٔ کودکیشان که در واقع خانهٔ داییشان است برگشته‌اند. ظاهراً همه از وصلتی که قرار است صورت بگیرد راضی هستند به جز دایی. قاسم، فرزند خواندهٔ دایی خواستگار قبلی پسندیده است که عاشق همدیگر هستند و در حال گذراندن خدمت سربازی در شهر دیگر است، صبح روز عقد، دایی در حال خوردن صبحانه با یک حبه قند خفه می‌شود و می‌میرد. عروسی تبدیل به عزا می‌شود و همه چیز به هم می‌ریزد. عصر آن روز با آمدن قاسم همه چیز دوباره در هم می‌پیچد. در نهایت قاسم با دیدن وسایل عقد بدون خداحافظی می‌رود و پسند هم بعد از آن با پوشیدن لباس مشکی، به همه می‌فهماند که نمی‌خواهد با نامزدش ازدواج کند.

## بازیگران
| بازیگر              | نقش             | توضیحات           |
| ------------------- | --------------- | ----------------- |
| رضا کیانیان         | جعفر            | شوهر اعظم         |
| نگار جواهریان       | پسندیده         | نقش اصلی          |
| سعید پورصمیمی       | عزت‌الله رسولیان | دایی              |
| فرهاد اصلانی        | حاج ناصر        | شوهر شمسی         |
| پریوش نظریه         | معصومه          | زن هرمز           |
| اصغر همت            | هرمز            | شوهر معصومه       |
| ریما رامین فر       | اعظم            | زن جعفر           |
| هدایت هاشمی         | حمید            | شوهر مهناز        |
| نگار عابدی          | مهناز           | زن حمید           |
| علیرضا عمادالدین    |                 |                   |
| پونه عبدالکریم زاده | شمسی            | زن ناصر           |
| امیرحسین آرمان      | قاسم            | فرزند خواندهٔ دایی |
| سهیلا رضوی          |                 | مادر پسند         |
| ناهید مسلمی         | ننه جواهر       |                   |
| شمسی فضل‌الهی        |                 | زن دایی           |
| روح‌الله مفیدی       |                 | دکتر              |
| شیدا خلیق           | مرضیه           | دختر اعظم         |
| محمدرضا زادسرور     | مسعود           | پسر معصومه        |
| نیوشا گودرزی        |                 |                   |
| پارسا مشیری         |                 |                   |
| آنژلا ملایری        |                 |                   |
| علیرضا کشاورز       |                 |                   |
| اما هاشمی           |                 |                   |
| ابوالفضل دهقانی     |                 |                   |
| باران کوثری         |                 | از اقوام داماد    |
| افشین هاشمی         |                 |                   |

## نمایش
اولین نمایش فیلم سینمایی «یه حبه قند» به کارگردانی سیدرضا میرکریمی در جشنواره فیلم بوسان صورت گرفت که با استقبال مخاطبان همراه بود.

## بازخورد
رانی اسکیب از مجله ورایتی در نقدش یه حبه قند را  به یک تابلوی متحرک نقاشی شده از آبرنگ توصیف کرد. آبرنگ به این معنا که خاطرات، شیرینی‌های لحظه، لبخندها، صداقت‌ها، شفافیت‌ها، مهربانی‌ها، و آوازهای درونی و پنهان عاطفه سرشار خانواده را یادآور می‌شود» را توصیف و آن را با «آثار امپرسیونیستهای فرانسوی» مقایسه کرد.پایگاه راتن تومیتوز یه حبه قند را روایتی زیبا از یک عروسی در یک خانواده سنتی ایرانی توصیف کرد. مایک اوبراین منتقد و بازیگر سینما نیز در رسانه تیک آن سینما، یه حبه قند را اثری ساده، دلنشین و شیرین توصیف کرد و از فیلمبرداری آن تمجید نمود و در ادامه نوشت: طرح داستان به قدری دقیق ساخته شده است و شخصیت ها آنقدر خوب به تصویر کشیده شده اند که درام های کوچکی که در این گردهمایی خانوادگی بازی می شوند، جذاب هستند.

## حضور در اسکار
در طی جلسه کمیته انتخاب نماینده سینمای ایران که در اول مهر ۱۳۹۱ به ریاست امیر اسفندیاری برگزار شد، این فیلم به عنوان نماینده سینمای ایران در اسکار معرفی شد. این فیلم در جریان این انتخاب رقیبانی از جمله ملکه، بغض، آینه‌های روبرو را مغلوب کرد. هیئت انتخاب نماینده سینمای ایران در اسکار ۲۰۱۳، فیلم «یه حبه قند» را به عنوان نماینده سینمای ایران برای شرکت در هشتاد و پنجمین مراسم اسکار معرفی کرد. اما یک روز پس از معرفی نماینده رسمی ایران در این مراسم، جواد شمقدری، رئیس سازمان سینمایی با انتشار نامه‌ای ضمن تبریک به اعضای هیئت انتخاب نماینده سینمای ایران در اسکار ۲۰۱۳ و دست‌اندرکاران فیلم «یه حبه قند»، خواستار تحریم اسکار شد و سر انجام محمد حسینی وزیر ارشاد با این موضع یعنی تحریم اسکار و عدم ارائه یک حب قند جهت شرکت در مراسم اسکار موافقت نمود.

## نام‌گذاری
بنابر گفته رضا میرکریمی، نام این فیلم بنابر شعری منتسب به سهراب سپهری انتخاب شده‌است:
«برای نخستین بار دخترم این نام را پیشنهاد داد ولی پس از مدتی یکی از دوستانم با ارسال پیامکی از شعرهای چاپ نشده سهراب سپهری با این متن «زندگی جیره مختصری‌ست /مثل یک فنجان چای/ و کنارش عشق است/ مثل یک حبه قند / نوش جان باید کرد» تصمیم مرا در انتخاب این نام قطعی کرد.»
شعر مذکور در تبلیغات و پیش‌پرده فیلم آورده و استفاده شده‌است. آنونس فیلم، که ساخته رخشان بنی اعتماد است، با چند خط شعر شروع می‌شود. روی تصویرِ شاخ و برگ درخت‌های سیب، نوری که از لابه‌لای شاخه‌ها به سمت ما می‌آید و دستی که به سمت سیب می‌رود، شعر خط به خط نقش می‌بندد. همزمان، شعر با صدای خودِ بنی‌اعتماد شنیده می‌شود. پس از این نام سهراب سپهری به عنوان سراینده شعر پای آن قطعه آورده می‌شود.
این همه در حالی است که شعر منتسب به سهراب مشخصه‌ها و خصوصیات اشعار سهراب را دارا نیست. علاوه بر این، شعر یادشده در هیچ‌کدام از منابع و مجموعه آثار اشعار سهراب آورده نشده‌است؛ ضمن این که کارگردان نیز منبع این شعر را «پیامکی از شعرهای چاپ نشده سهراب سپهری» ذکر کرده و منبع موثقی برای شعر نیاورده. از این رو انتساب این شعر به سهراب سپهری مشکوک است و احتمالاً متعلق به او نیست.

## موسیقی
در چند سکانس (از جمله پیش‌پرده فیلم) ضمن حرکت آهسته شدن تصویر به وضوح از موسیقی متن تحسین شده فیلم در حال و هوای عشق ساخته وونگ کار وای الگوبرداری برداری شده‌است.

## جوایز

### بیست و نهمین دوره جشنواره فیلم فجر
| قسمت                      | نامزد            | نتیجه    |
| ------------------------- | ---------------- | -------- |
| بهترین بازیگر نقش مکمل زن | ریما رامین‌فر     | نامزدشده |
| بهترین صدابرداری          | بهمن اردلان      | نامزدشده |
| بهترین طراحی صحنه و لباس  | محسن شاه‌ابراهیمی | نامزدشده |
| بهترین چهره‌پردازی         | عبدالله اسکندری  | نامزدشده |

### سی‌امین دوره جشنواره فیلم فجر
| قسمت         | نامزد         | نتیجه    |
| ------------ | ------------- | -------- |
| بهترین پوستر | بهزاد خورشیدی | نامزدشده |

- برنده دیپلم افتخار بهترین پوستر جشن خانه سینما ۱۳۹۰
- برنده تندیس شایستگی بهترین عکاسی جشن خانه سینما ۱۳۹۰
- برنده تندیس شایستگی بهترین چهره پردازی جشن خانه سینما ۱۳۹۰
- نامزد تندیس زرین بهترین کارگردانی و فیلم جشن خانه سینما ۱۳۹۰
- برنده جایزه بهترین فیلمبرداری جشنواره بین‌المللی سینما مسلمانان کازان ۲۰۱۳
- برنده جایزه بهترین بازیگر زن بین‌المللی سینما مسلمانان کازان ۲۰۱۳
- برنده جایزه بهترین فیلم جشنواره بین‌المللی سینما مسلمانان کازان ۲۰۱۳
- برنده جایزه بهترین فیلم جشنواره بین‌المللی فیلم ابن عربی مورسیا ۲۰۱۳
- برنده جایزه ذکر ویژه و دیپلم افتخار جشنواره فیلم گرانادا ۲۰۱۳